# 国際連合安全保障理事会決議152
国際連合安全保障理事会決議152（こくさいれんごうあんぜんほしょうりじかいけつぎ152、英: United Nations Security Council Resolution 152, UNSCR152）は、1960年8月23日に国際連合安全保障理事会で全会一致で採択された決議である。コンゴ共和国（コンゴ・ブラザヴィル）の国連加盟申請を検討し、同国の加盟承認を総会に勧告した。